# Duke of Burlington
Mandingo était un groupe de Jazz-funk italien des années 1970, mené par le pianiste/accordéoniste italien Mario Battaini (it) (1931-2000)

## Discographie
Albums studio
- 1969 : Flash
- 1970 : The Duke of Burlington
- 1970 : The Pressed Piano
- 1971 : Indian Fig